# Xylobolus spectabilis
Xylobolus spectabilis är en svampart som först beskrevs av Johann Friedrich Klotzsch, och fick sitt nu gällande namn av Boidin 1958. Xylobolus spectabilis ingår i släktet Xylobolus och familjen Stereaceae.   Inga underarter finns listade i Catalogue of Life.